# Ebbe Crone

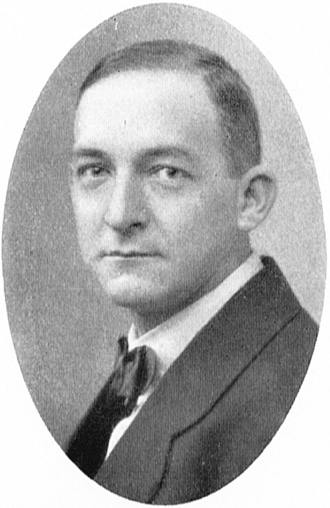
Ebbe Crone

Ebbe Crone, född 4 november 1885 i Brågarps socken, död 5 juli 1960 i Stockholm, var en svensk arkitekt och brandchef. 

## Biografi
Crone utbildade sig vid Norrköpings tekniska elementarskola och Tekniska högskolan i Charlottenburg. På inrådan av brandchef Carl-Gustaf Borgenstierna utbildades han även till brandchef i Berlin och Hamburg under cirka ett år.
Efter sin utbildning anställdes Crone hos arkitekt Oskar Kaufmann i Berlin, där han arbetade i åtta år fram till 1914. Därefter etablerade han sin egen verksamhet i Göteborg under fyra år. Åren 1919-1921 var han chef för Svensk Filmindustris arkitektkontor i Råsunda.
Från 1922 var han verksam i Sundsvall, där han arbetade deltid som brandchef och hade andra uppdrag som kontrollant i Byggnadsnämnden. Han var även tillförordnad stadsarkitekt i Sundsvall från 1937.
Crone var även engagerad i Röda Korset och var ledamot i kretsstyrelsen för organisationen samt ordförande i Röda korskommittén i Sundsvall. Han startade även Röda korskåren i Sundsvall.
Han flyttade till Stockholm år 1948 och bodde från 1950 tillsammans med sin fru Carin i Elfvinggården i Bromma, där de skötte värdskapet. Han var också suppleant i stadsplanekommittén och var medlem i TS 1915-1918 och Tekniska Samfundet i Göteborg.
Crone innehade Die deutsche Ehrendenkmünze des Weltkrieges, en tysk medalj som delades ut till soldater som hade deltagit i första världskriget.

## Verk i urval
- Villa Fischer, Ekmansgatan 3 Göteborg, 1916
- Filmstaden, Råsunda, Solna 1919-1920.
- Eskilstuna teater, 1925
- Folkets hus i Sundsvall, med Restaurang Runan och biografen China, 1929
- ASEA-huset, Sundsvall.
- Villa åt civilingenjören Herman Wahlstein i Stadsbacken, Sundsvall.

## Bilder

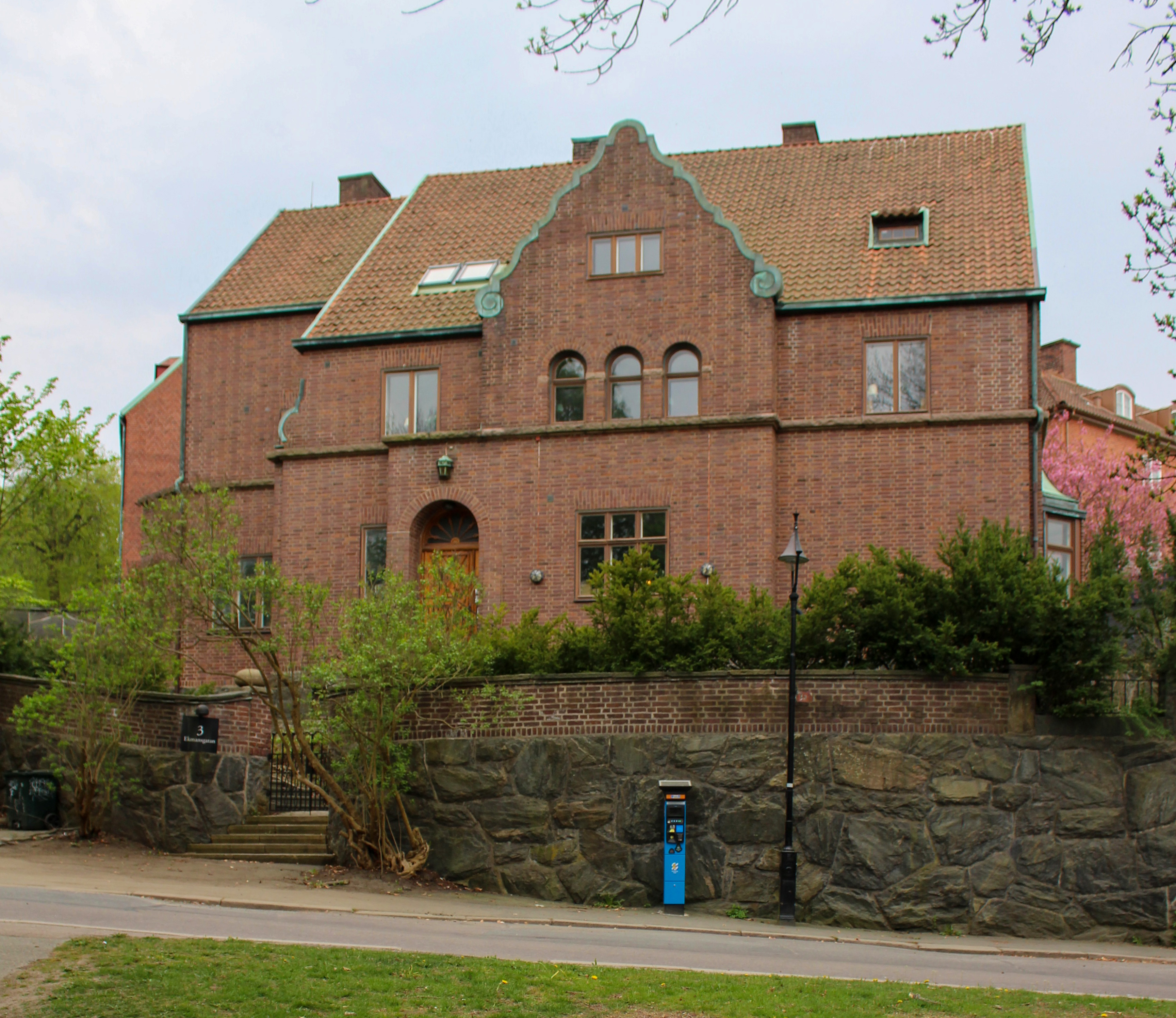
Villa Fischer
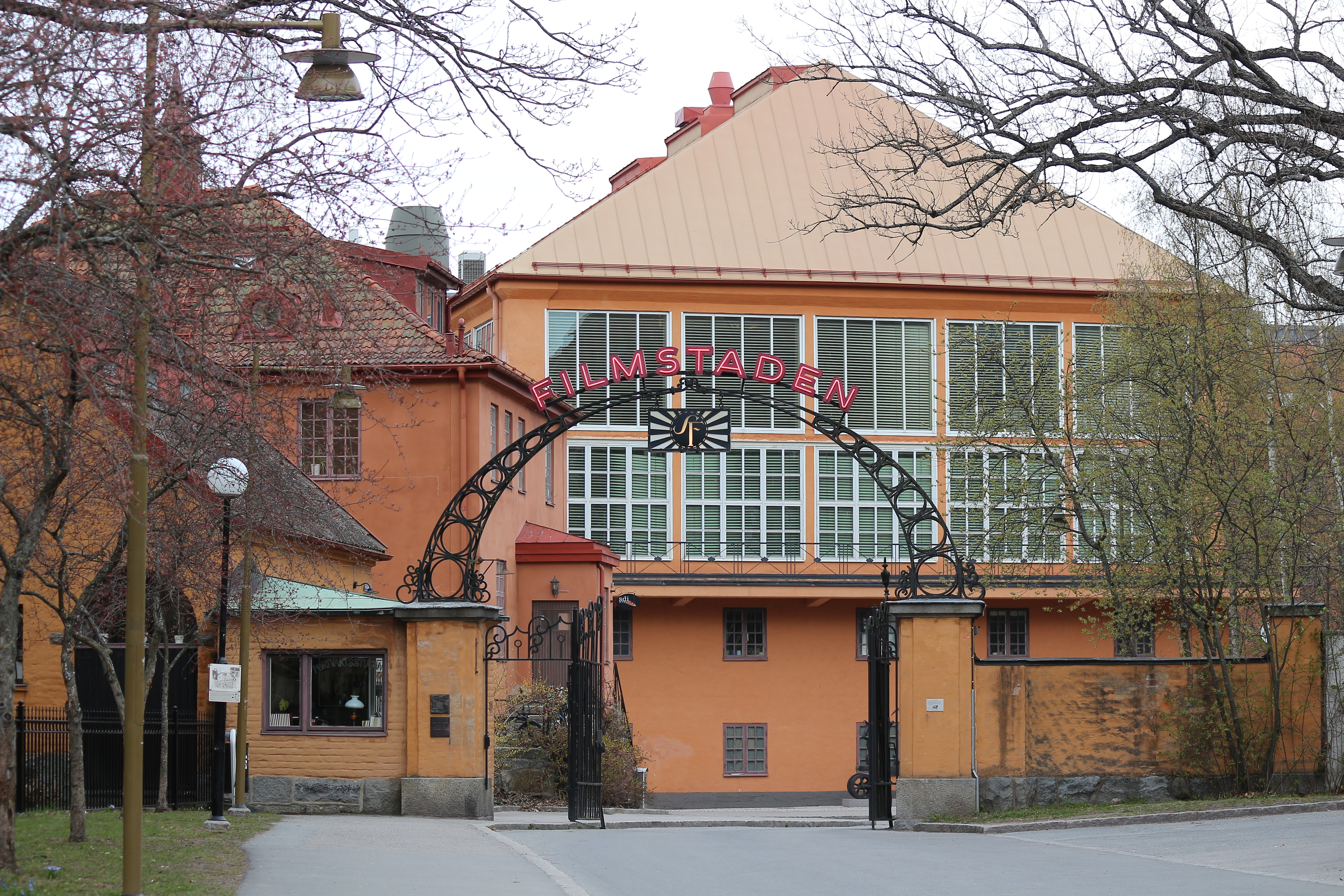
Filmstaden i Råsunda
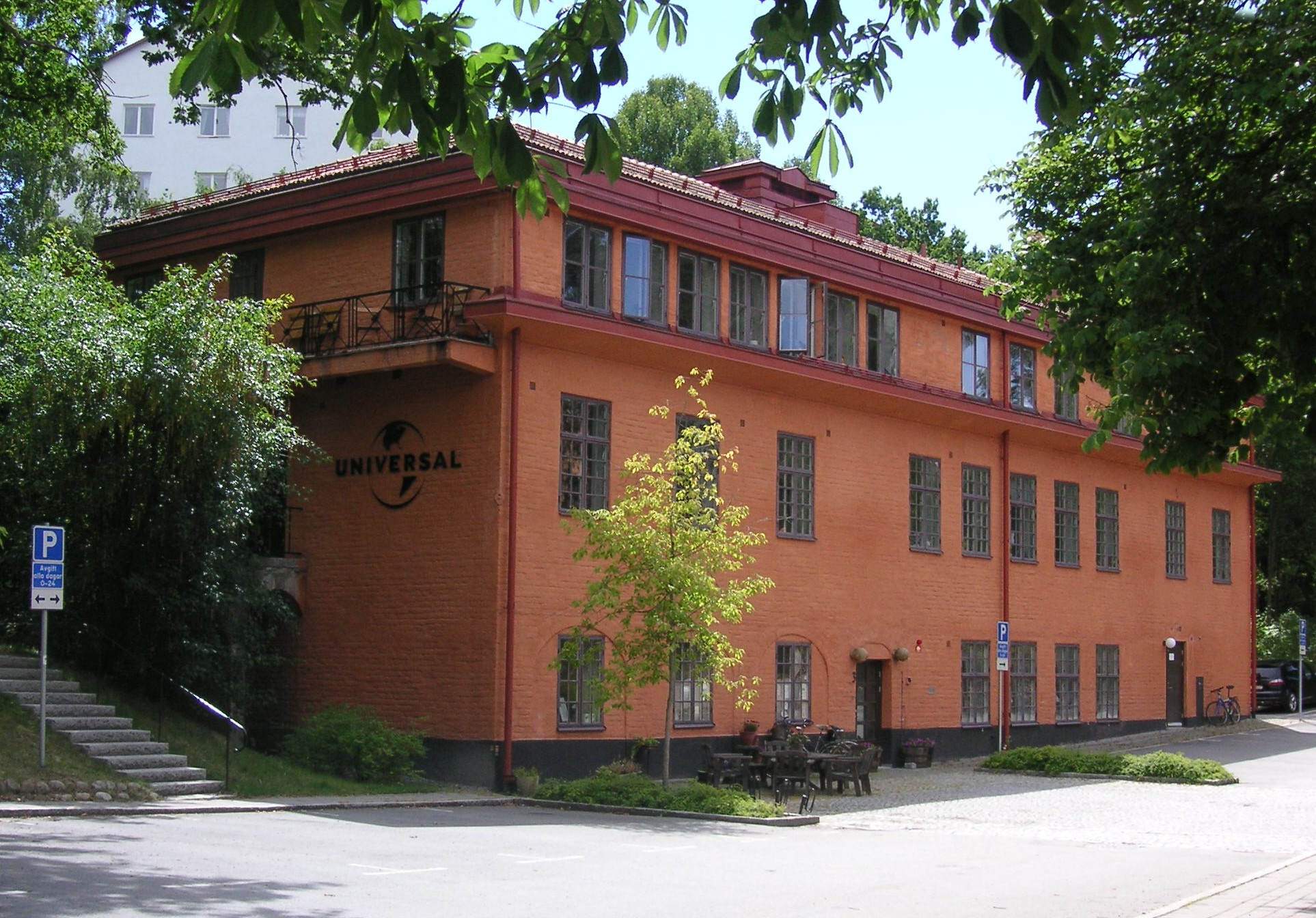
Filmstaden i Råsunda
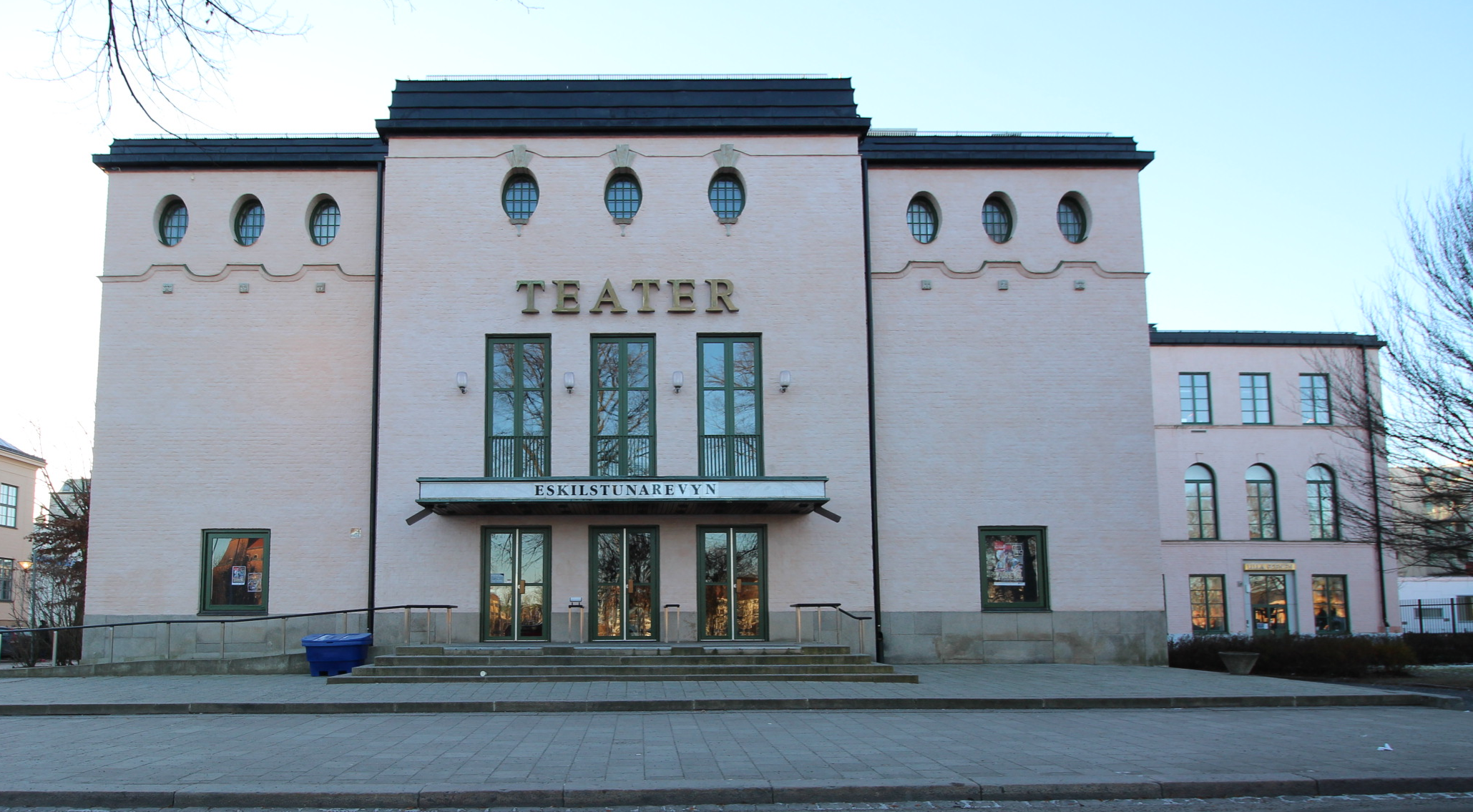
Eskilstuna teater